# Болгаро-итальянские отношения
Болгаро-итальянские отношения — двусторонние дипломатические отношения между Болгарией и Италией. Отношения между двумя странами были установлены 25 июля 1879 года. 
Болгария имеет посольство в Риме, генеральное консульство в Милане и почётные консульства в Анконе, Флоренции, Генуе, Неаполе, Турине и Тревизо. Италия имеет посольство в Софии и почетные консульства в Пловдиве и Варне. 
Обе страны являются членами таких организаций, как Европейский Союз, НАТО, ОБСЕ, Совет Европы и Всемирная торговая организация.

## История отношений
Дипломатические отношения между Италией и Болгарией были установлены вскоре после освобождения страны от Османской империи и подписания Берлинского договора 13 июля 1878 года, тогда и было создано Княжество Болгария.
Со стороны Италии происходили официальные визиты в Софию президента Италии Серджио Маттареллы в 2016 году. Затем в 2017 году президент Италии Маттарелла принял президента Болгарии Румена Радева в Риме. Премьер-министр Болгарии Бойко Борисова в 2017 году приветствовал в Риме тогдашний председатель Совета министров Италии Паоло Джентилони. В январе 2020 года Софию с официальным визитом посетил председатель Совета министров Джузеппе Конте, а в июле того же года - министр иностранных дел Италии Луиджи Ди Майо.
26-28 марта 2021 года президент Италии Серджо Маттарелла и президент Болгарии Румен Радев провели встречу в Риме.

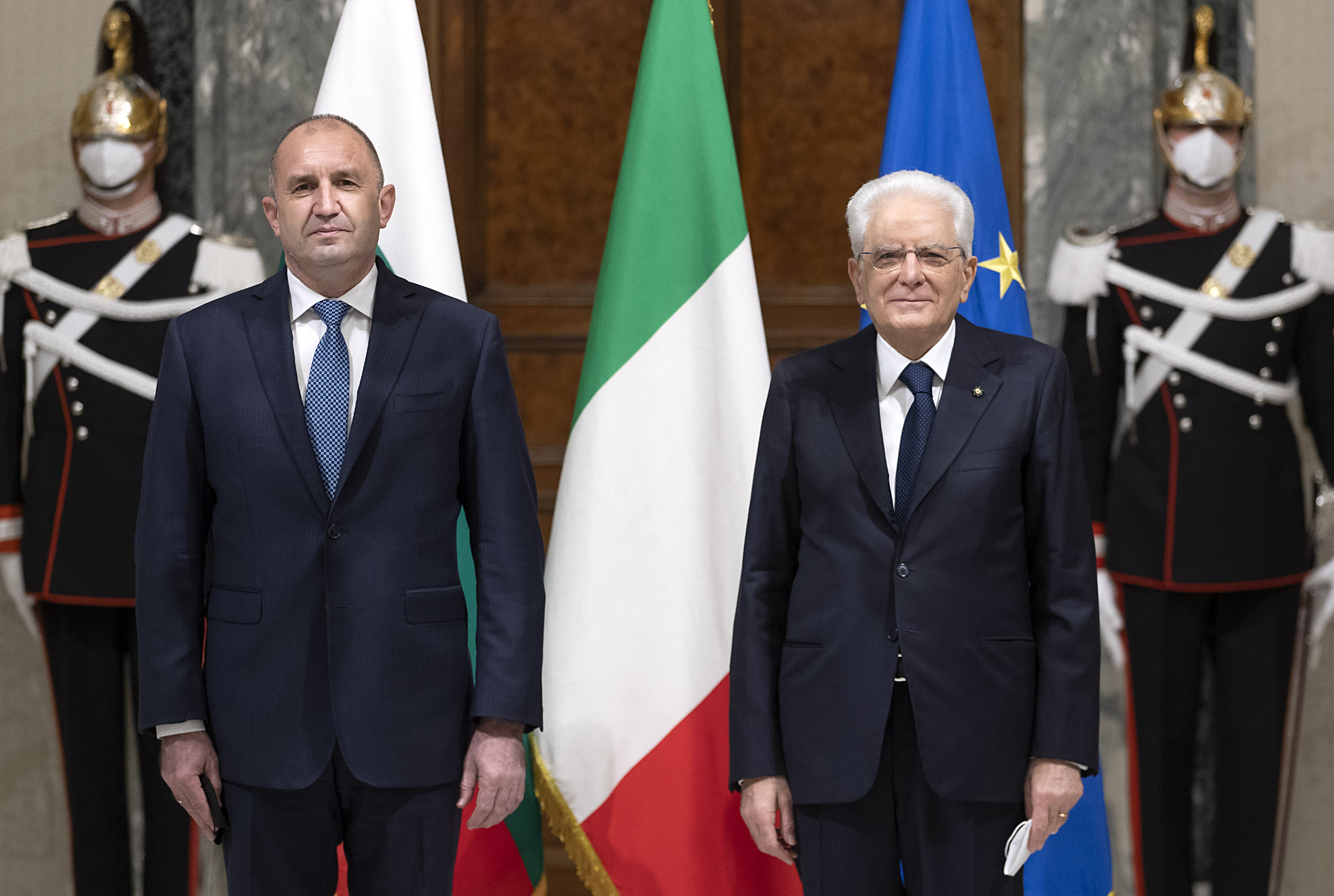
Встреча Президента Италии Серджо Маттареллы и Президента Болгарии Румена Радева в Риме в 2021 году

## Дипломатические миссии
- У Болгарии есть посольство в Риме[2], генеральной консульство в Милане[3], почётные консульства в Анконе[4], Флоренции[5], Генуе[6], Неаполе[7], Турине[8] и Тревизо[9]
- У Италии есть посольство в Софии[10], почётные консульства в Пловдиве[11] и Варне[12]